# Konstantin Fjodorowitsch Bogajewski

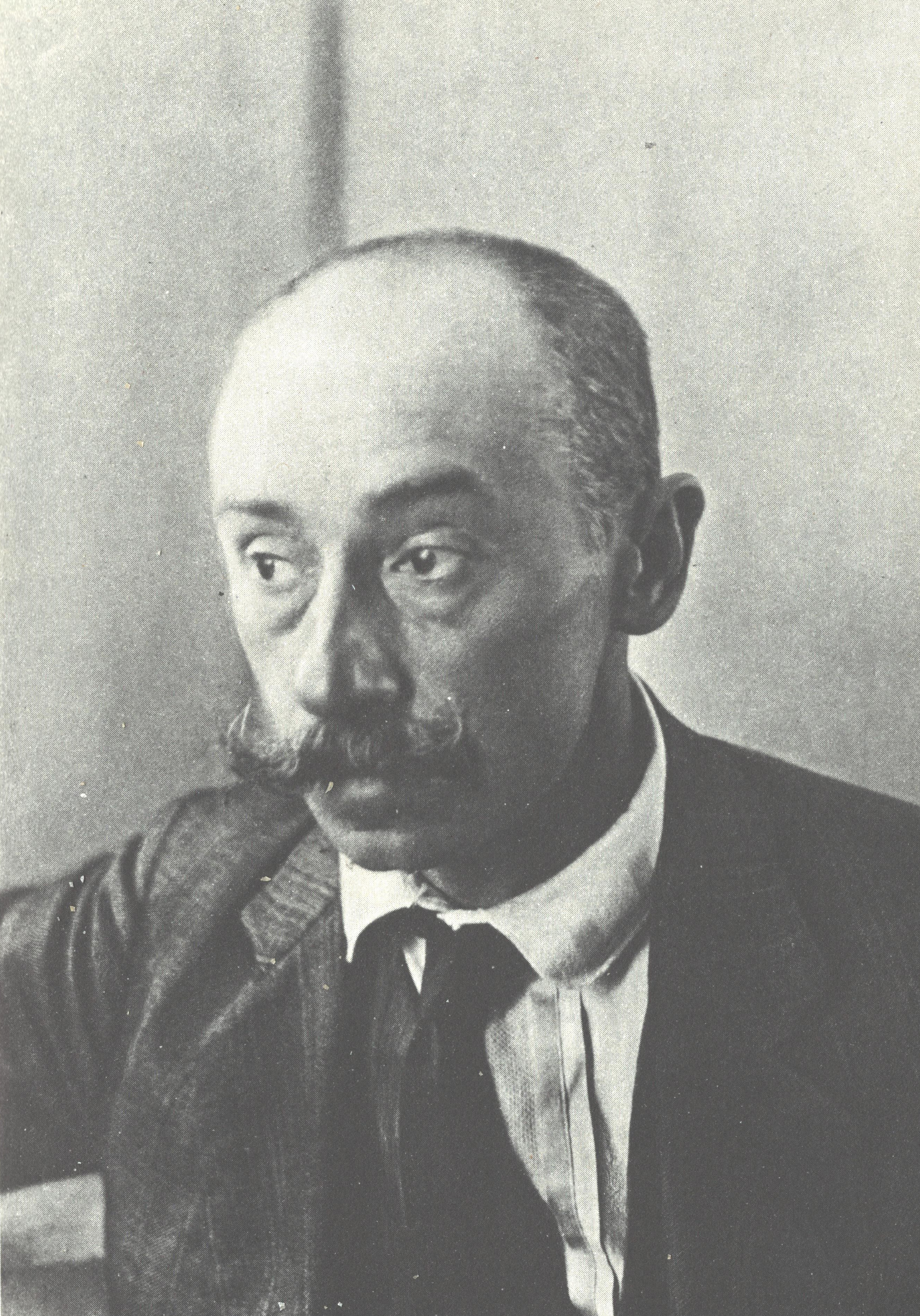
Konstantin Fjodorowitsch Bogajewski

Konstantin Fjodorowitsch Bogajewski (russisch Константин Фёдорович Богаевский; * 12. Januarjul. / 24. Januar 1872greg. in Feodossija; † 17. Februar 1943 ebenda) war ein russischer Maler des Silbernen Zeitalters. Er gilt neben dem Marinemaler Iwan Konstantinowitsch Aiwasowski als eine der bedeutendsten Künstlerpersönlichkeiten Feodossijas.

## Leben

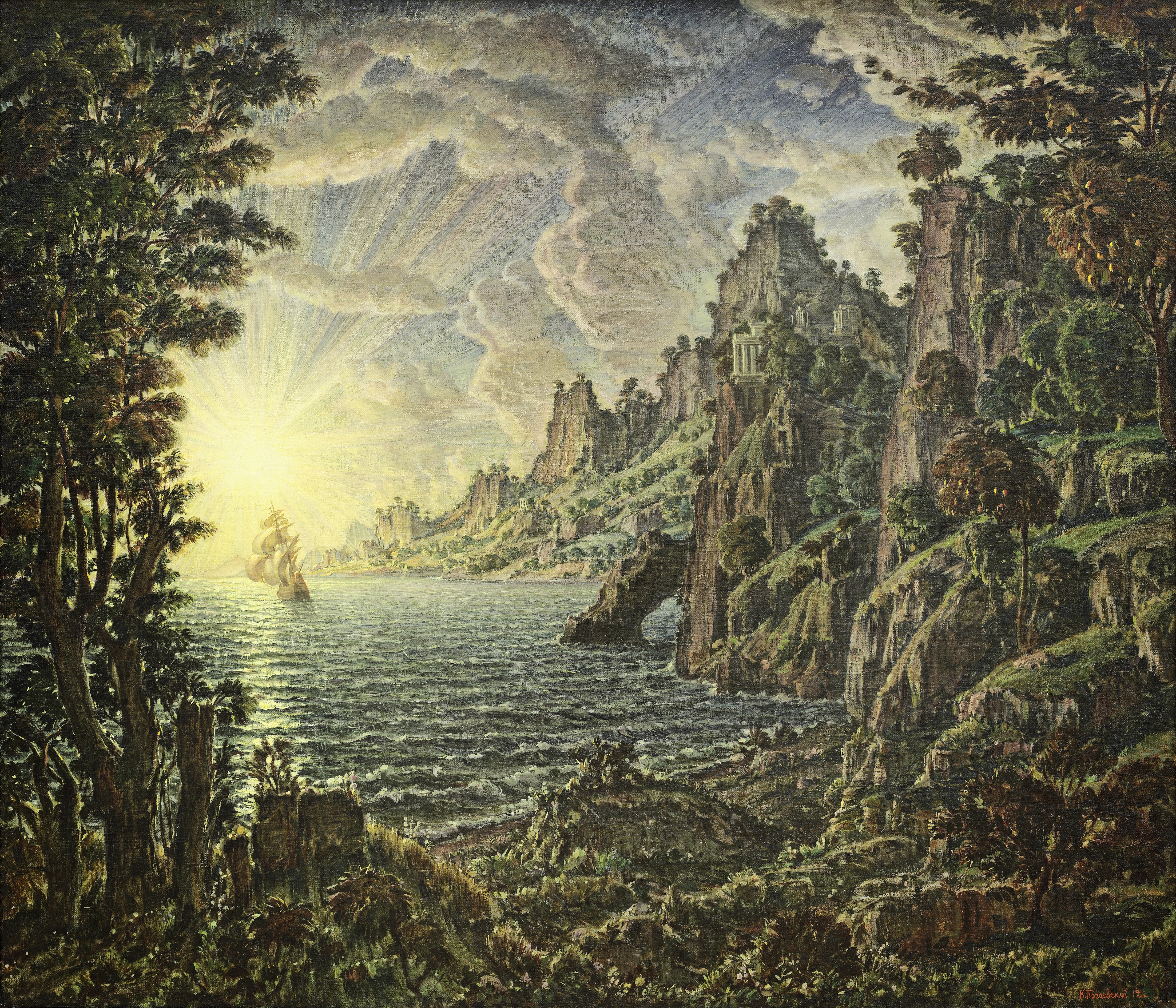
Schiffe, Abendsonne – 1912, Russisches Museum in Sankt Petersburg

Bogajewski, Sohn eines kleinen Angestellten, trat 1880 in das klassische Gymnasium ein. Ab 1881 wurde er in der Familie des Fabrikanten Iwan Egorowitsch Schmit in Feodossija erzogen. Anfangs lernte er in der Künstlerwerkstatt von Aiwasowski in Feodossija und bei Adolf Fessler, jedoch ohne Erfolg. Später trat er in die Petersburger Kunstakademie ein und lernte dort 1891–1895 in der Werkstatt von Archip Iwanowitsch Kuindschi (russ. Куинджи). 1890 fuhr er zu Zeichenstudien an die Wolga, 1897 reiste er zusammen mit Kuindschi und seinen Schülern nach Deutschland, Frankreich und Österreich. Dort machte er sich mit der zeitgenössischen europäischen Kunst vertraut. Nach Überlieferungen machten die Werke der Künstler der Wiener Secession sowie von Arnold Böcklin den größten Eindruck auf ihn.
Ab 1900 stellte Bogajewski aus, anfangs in Petersburg, dann in Venedig, München (Sezession), Paris und Moskau. 1904 trat er der Neuen Kunstgesellschaft (russ. Новое общество художников) bei. Er absolvierte seinen Militärdienst in der Festung von Kertsch. 1906 wurde er aus dem Militärdienst entlassen und heiratete Josefine Gustawona Durante (russ. Жозефине Густавовне Дуранте). Im selben Jahr richtete er sich in Feodossija eine Künstlerwerkstatt ein, in der er danach bis an sein Lebensende 1943 arbeitete. 1908 bereiste er Deutschland und 1909 Italien und Griechenland und machte sich mit den Werken alter Meister bekannt. 1910 wurde er zum Mitglied des Moskauer Künstler-Freundeskreises (russ. Московского Товарищества Художников) gewählt. Im selben Jahr erschien der Gedichtband von Maximilian Woloschin „Gody Stranstwij“ (russ. Годы странствий, deutsch: Wanderjahre), den Bogajewski illustriert hat. 1911–1914 nahm er an den Ausstellungen der Mir Iskusstwa teil. 1912 schuf er sein bekanntestes Werk – drei Tafeln für die Villa des Bankiers Stepan Rjabuschinskij in Moskau. 1914 wurde Bogajewski erneut zur Armee einberufen. Er diente in Sewastopol und wurde 1918 aus dem Militärdienst entlassen. Nach der Oktoberrevolution blieb er in Feodossija und nahm auch wieder an Ausstellungen teil. 1923 arbeitete er an einem Werk für die Landwirtschaftsausstellung in Moskau. 1933 erhielt er den Titel „Verdienter Kunstschaffender der RSFSR“. 1936–1939 arbeitete Bogajewski in Tarus. 1941 wurde das Gebiet, in dem er sich aufhielt, von den Deutschen okkupiert. Bei einem sowjetischen Bombenangriff auf Feodossija kam er 1943 ums Leben.
Nach Zeugnissen von Zeitgenossen war er verschlossen, gutmütig, friedlich und ein außerordentlich naiver Mensch. Seine engsten Freunde waren die Künstler Konstantin Kandaurow (russ. Константин Кандауров) und Maximilian Woloschin (russ. Максимилиан Волошин, 1877–1932).

## Werk
Anmerkung: Die deutschen Titel der Gemälde sind nur ungefähre Übersetzungen und nicht die offiziellen deutschen Titel.
In den Jahren 1902–1903 schuf der Künstler eine Reihe von Bildern, in denen er die ihm gut bekannte Landschaft der Krim darstellte (Die alte Krim – Старый Крым, Die alte Festung – Древняя крепость). Danach malte er lange Zeit Landschaftsbilder, die keinen bestimmten Ort darstellten. Bei diesen Bildern mit expressivem Himmel und einer charakteristischen Darstellung des Lichts, das von einigen Farbflecken ausgeht, erkennt man den Einfluss von Böcklin und Klimt (Letzte Strahlen – Последние лучи). Diese Merkmale fanden keinerlei Fortsetzung in der russischen Malerei. Parallelen finden sich in der westeuropäischen Malerei außer bei Klimt unerwartet noch bei Giovanni Segantini. Ganz typisch für diese Periode ist Bogajewskis Sonne – mit auseinanderstrebenden Strahlen und Kreidefelsen. Unter Woloschins Einfluss malte Bogajewski die Bilder seines Krimzyklus (Киммерийский цикл).
Seit 1906, nach der langen Isolation durch seinen Militärdienst in Kertsch, tauchen in Bogajewskis Werken philosophische Motive auf, die mit der Einsamkeit und Nichtigkeit des Menschen verbunden sind (Sterne von Polyn – Звезда Полынь – nach einem Gedicht von Woloschin – Полынь, Sonne – Солнце, Genua-Festung – Генуэзская крепость). Die Harmonie des Künstlers stellt sich 1907 und 1908 wieder ein (Südliches Land, Höhlenstadt – Южная страна, Пещерный город).
Nach Reisen durch Europa, beginnend 1910, malte Bogajewski klassische Landschaften, offensichtlich unter dem Eindruck der deutschen (Albrecht Dürer, Albrecht Altdorfer) und italienischen (Andrea Mantegna) Meister der Renaissance und auch unter dem unzweifelhaften Einfluss von Claude Lorrain, von dem Bogajewski (wie früher auch William Turner) die Darstellung des Lichts übernommen hat (Erinnerung an Mantegna – Воспоминание о Мантенье, Italienische Landschaft – Итальянский пейзаж, Klassische Landschaft – Классический пейзаж, Kimmerische Landschaft – Киммерийская область – Kimmerer, Kimmerischer Bosporus = Straße von Kertsch, Schiffe – Корабли).
1912 schuf Bogajewski im Auftrag des Bankiers Rjabuschinskij drei Werke für dessen Moskauer Villa.
Die gleichen Motive setzen sich fort in Bogajewskis Werken der 1920er und 1930er Jahre (Feodossija – Феодосия, Krimlandschaft – Крымский пейзаж, alter Hafen – Старая гавань, Abend am Meer – Вечер у моря). In den 1920er Jahren versuchte der Künstler sich dem Thema der Industriebauten zuzuwenden (Dneprostroj – Днепрострой, Hafen einer vorgestellten Stadt – Порт воображаемого города) mit der offensichtlichen Absicht, mit künstlerischen Mitteln das Antlitz einer Stadt der Zukunft darzustellen.

## Bedeutende Ausstellungsorte
- Tretjakow-Galerie
- Russisches Museum (Sankt Petersburg)
- Kunstmuseum Sewastopol
- Kunstmuseum Simferopol
- Bildergalerie in Feodossija

## Bildergalerie

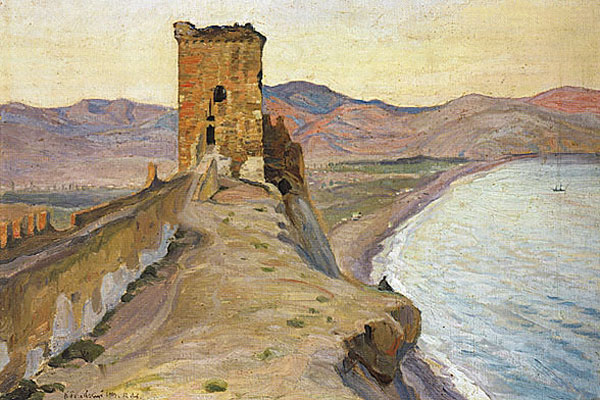
Konsulturm in Sudak. 1903. Bildergalerie in Feodossija
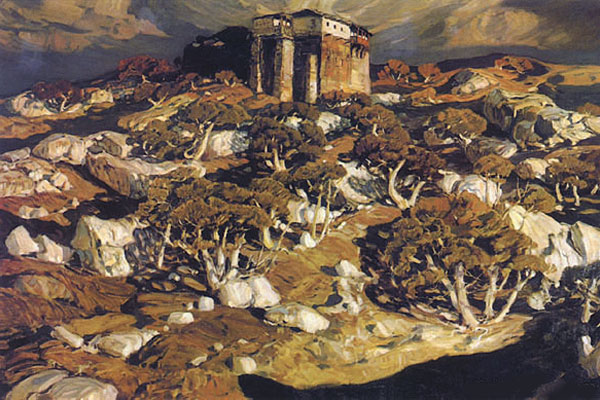
Alte Krim - Старый Крым. 1903. Kunstmuseum in Saratow
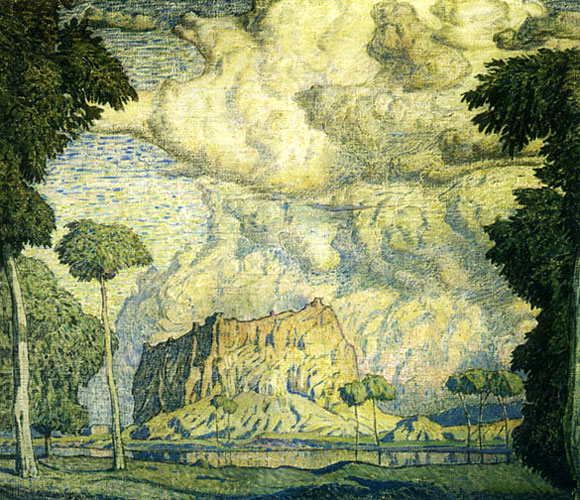
Tropische Landschaft - Тропический пейзаж. 1906. Russisches Museum
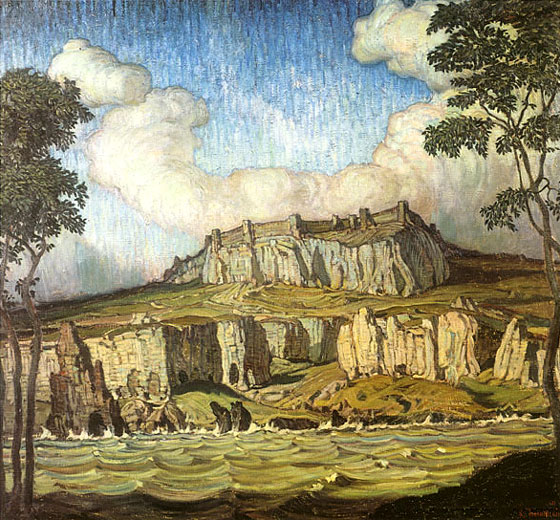
Meeresufer - Берег моря. 1907. Tretjakow-Galerie
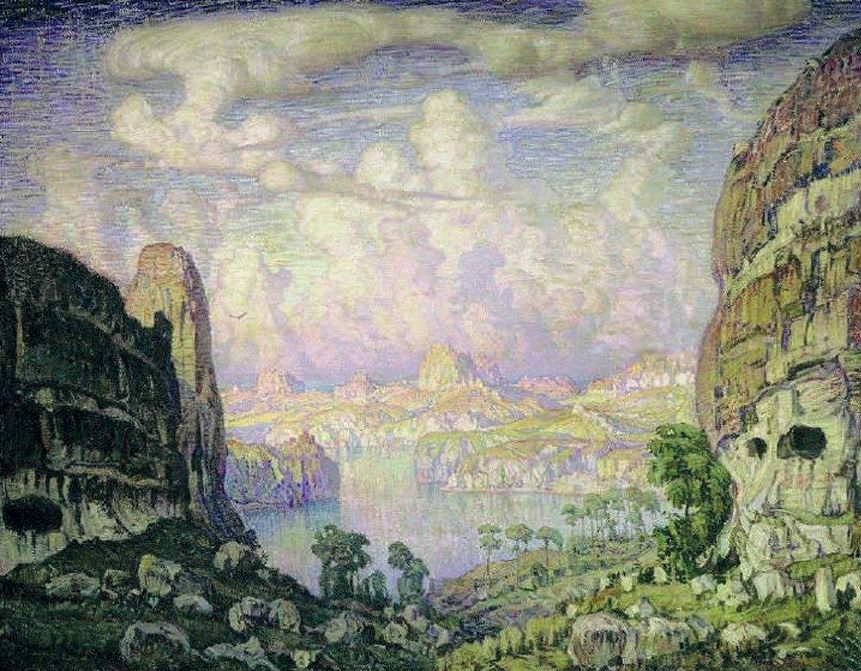
Südliches Land, Höhlenstadt - Южная страна. Пещерный город. 1908. Kunstmuseum Sewastopol
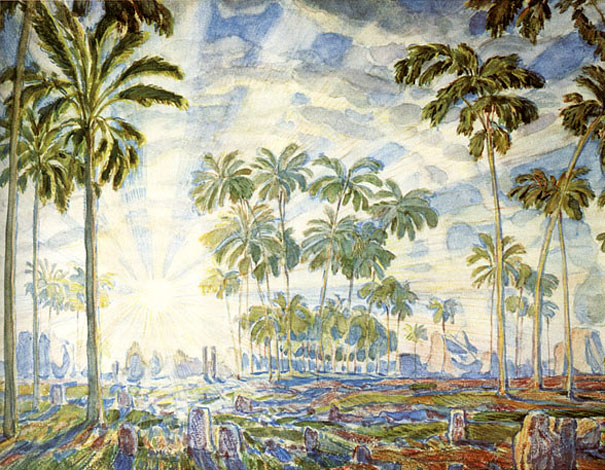
Palmen - Пальмы. 1908. Kunstmuseum Sewastopol
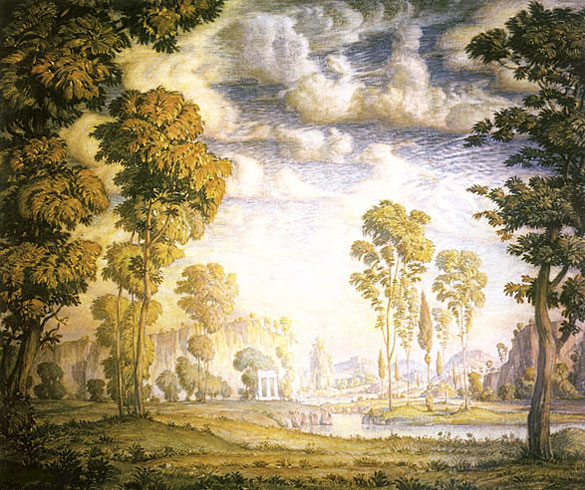
Morgen - Утро. 1910. Tretjakow-Galerie
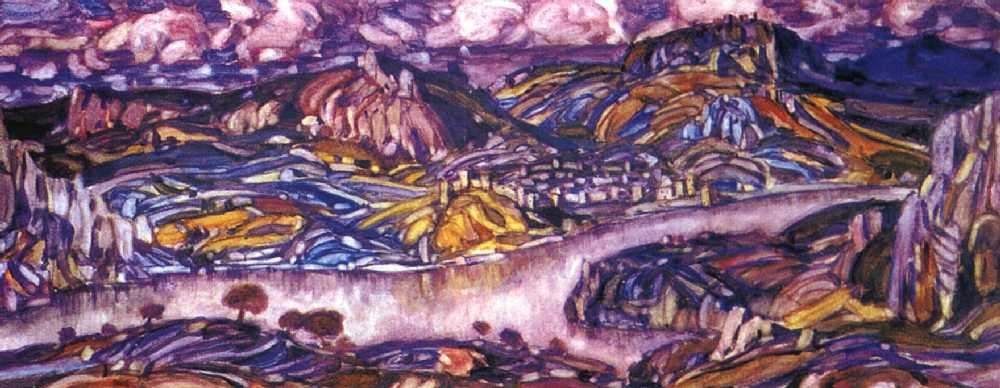
Kimmerische Dämmerung - Киммерийские сумерки Aquarell. 1911
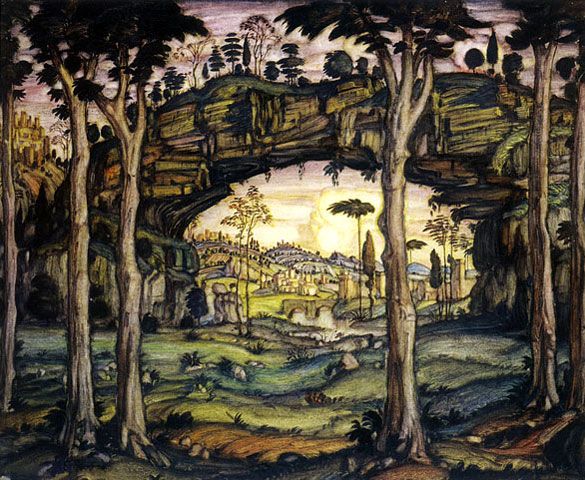
Italienische Landschaft - Итальянский пейзаж 1911. Tretjakow-Galerie
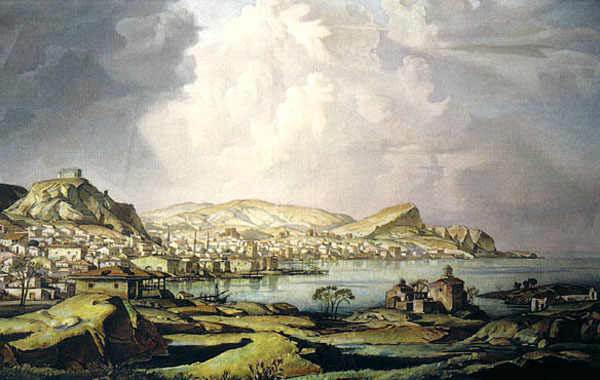
Kaffa - Кафа (Alt Feodossija) 1927. Bildergalerie in Feodossija